# Magnus Bengtsson (politiker)
Magnus Bengtsson (i riksdagen kallad Bengtsson i Göteborg), född 10 november 1874 i Smedstorp, död 11 februari 1956 i Askim, tullvaktmästare och politiker (socialdemokrat).
Bengtsson tillhörde riksdagens andra kammare 1912-1917, invald i Göteborgs stads valkrets.